# Limnactinia
Limnactinia är ett släkte av koralldjur. Limnactinia ingår i familjen Limnactiniidae.
Limnactinia är enda släktet i familjen Limnactiniidae.
Kladogram enligt Catalogue of Life och Dyntaxa:
| Limnactinia | \| \| Limnactinia laevis \| \| \| \| \| \| Limnactinia nuda \| \| \| \| |
|             | \| \| Limnactinia laevis \| \| \| \| \| \| Limnactinia nuda \| \| \| \| |
|             | Limnactinia laevis                                                      |
|             |                                                                         |
|             | Limnactinia nuda                                                        |
|             |                                                                         |